# Dia da Liberdade (Brasil)
O Dia da Liberdade ou Dia Nacional da Liberdade foi instituído no Brasil através da Lei nº 13.117, de 7 de maio de 2015. A data já era comemorada nos Estados de Minas Gerais e do Rio de Janeiro.
O Dia Nacional da Liberdade remete à data do batismo de Joaquim José da Silva Xavier, popularmente conhecido como Tiradentes (12 de novembro de 1746). O herói nacional que foi o primeiro brasileiro a se rebelar contra o domínio de Portugal, através da inconfidência mineira.